# Yair Arismendi
Yair Ezequiel Arismendi (San Nicolás de los Arroyos, Buenos Aires, Argentina; 5 de abril de 1998) es un futbolista argentino. Juega como extremo izquierdo y su equipo actual es Sarmiento de Junín de la Primera División de Argentina.
Además de su posición en la delantera, puede desempeñarse en la defensa como lateral izquierdo.

## Trayectoria
Arismendi comenzó su carrera en el Douglas Haig, jugando en la Primera B Nacional y el Torneo Federal A.
En 2019 fichó con el Estudiantes de Río Cuarto, donde jugó dos temporadas.
En junio de 2019, Arismendi fue cedido al Sarmiento de Junín en la Primera División, club donde fichó de cara a la temporada 2023.
En febrero de 2023 sufrió una grave lesión de ligamento cruzado.

## Estadísticas

### Clubes
Actualizado hasta su último partido disputado el 19 de julio de 2025.
| Club                                | Div.          | Temporada     | Liga  | Liga  | Liga   | Copas nacionales | Copas nacionales | Copas nacionales | Torneos internacionales | Torneos internacionales | Torneos internacionales | Total | Total | Total  |
| Club                                | Div.          | Temporada     | Part. | Goles | Asist. | Part.            | Goles            | Asist.           | Part.                   | Goles                   | Asist.                  | Part. | Goles | Asist. |
| ----------------------------------- | ------------- | ------------- | ----- | ----- | ------ | ---------------- | ---------------- | ---------------- | ----------------------- | ----------------------- | ----------------------- | ----- | ----- | ------ |
| C. A. Douglas Haig Argentina        | 2.ª           | 2016          | 1     | 0     | 0      | —                | —                | —                | —                       | —                       | —                       | 1     | 0     | 0      |
| C. A. Douglas Haig Argentina        | 2.ª           | 2016-17       | 14    | 1     | 0      | —                | —                | —                | —                       | —                       | —                       | 14    | 1     | 0      |
| C. A. Douglas Haig Argentina        | 3.ª           | 2017-18       | 27    | 6     | 0      | 4                | 0                | 1                | —                       | —                       | —                       | 32    | 6     | 1      |
| C. A. Douglas Haig Argentina        | 3.ª           | 2018-19       | 16    | 1     | 0      | 6                | 1                | 1                | —                       | —                       | —                       | 21    | 2     | 1      |
| C. A. Douglas Haig Argentina        | Total club    | Total club    | 58    | 8     | 0      | 10               | 1                | 2                | 0                       | 0                       | 0                       | 68    | 9     | 2      |
| Estudiantes de Río Cuarto Argentina | 2.ª           | 2019-20       | 11    | 2     | 2      | —                | —                | —                | —                       | —                       | —                       | 11    | 2     | 2      |
| Estudiantes de Río Cuarto Argentina | 2.ª           | 2020-21       | 9     | 1     | 2      | —                | —                | —                | —                       | —                       | —                       | 9     | 1     | 2      |
| Estudiantes de Río Cuarto Argentina | Total club    | Total club    | 20    | 3     | 4      | 0                | 0                | 0                | 0                       | 0                       | 0                       | 20    | 3     | 4      |
| Sarmiento de Junín Argentina        | 1.ª           | 2021          | 22    | 1     | 2      | 6                | 0                | 0                | —                       | —                       | —                       | 28    | 1     | 2      |
| Sarmiento de Junín Argentina        | 1.ª           | 2022          | 27    | 1     | 0      | 13               | 2                | 2                | —                       | —                       | —                       | 40    | 3     | 2      |
| Sarmiento de Junín Argentina        | 1.ª           | 2023          | 2     | 0     | 0      | 6                | 0                | 0                | —                       | —                       | —                       | 8     | 0     | 0      |
| Sarmiento de Junín Argentina        | 1.ª           | 2024          | 25    | 0     | 0      | 8                | 0                | 1                | —                       | —                       | —                       | 33    | 0     | 1      |
| Sarmiento de Junín Argentina        | 1.ª           | 2025          | 6     | 0     | 0      | —                | —                | —                | —                       | —                       | —                       | 6     | 0     | 0      |
| Sarmiento de Junín Argentina        | Total club    | Total club    | 82    | 2     | 2      | 33               | 2                | 3                | 0                       | 0                       | 0                       | 115   | 4     | 5      |
| Total carrera                       | Total carrera | Total carrera | 160   | 13    | 6      | 43               | 3                | 5                | 0                       | 0                       | 0                       | 203   | 16    | 11     |
| 1.                                  |               |               |       |       |        |                  |                  |                  |                         |                         |                         |       |       |        |